# Phaneroptera nigroantennata
Phaneroptera nigroantennata är en insektsart som beskrevs av Brunner von Wattenwyl 1878. Phaneroptera nigroantennata ingår i släktet Phaneroptera och familjen vårtbitare. Inga underarter finns listade i Catalogue of Life.

## Bildgalleri

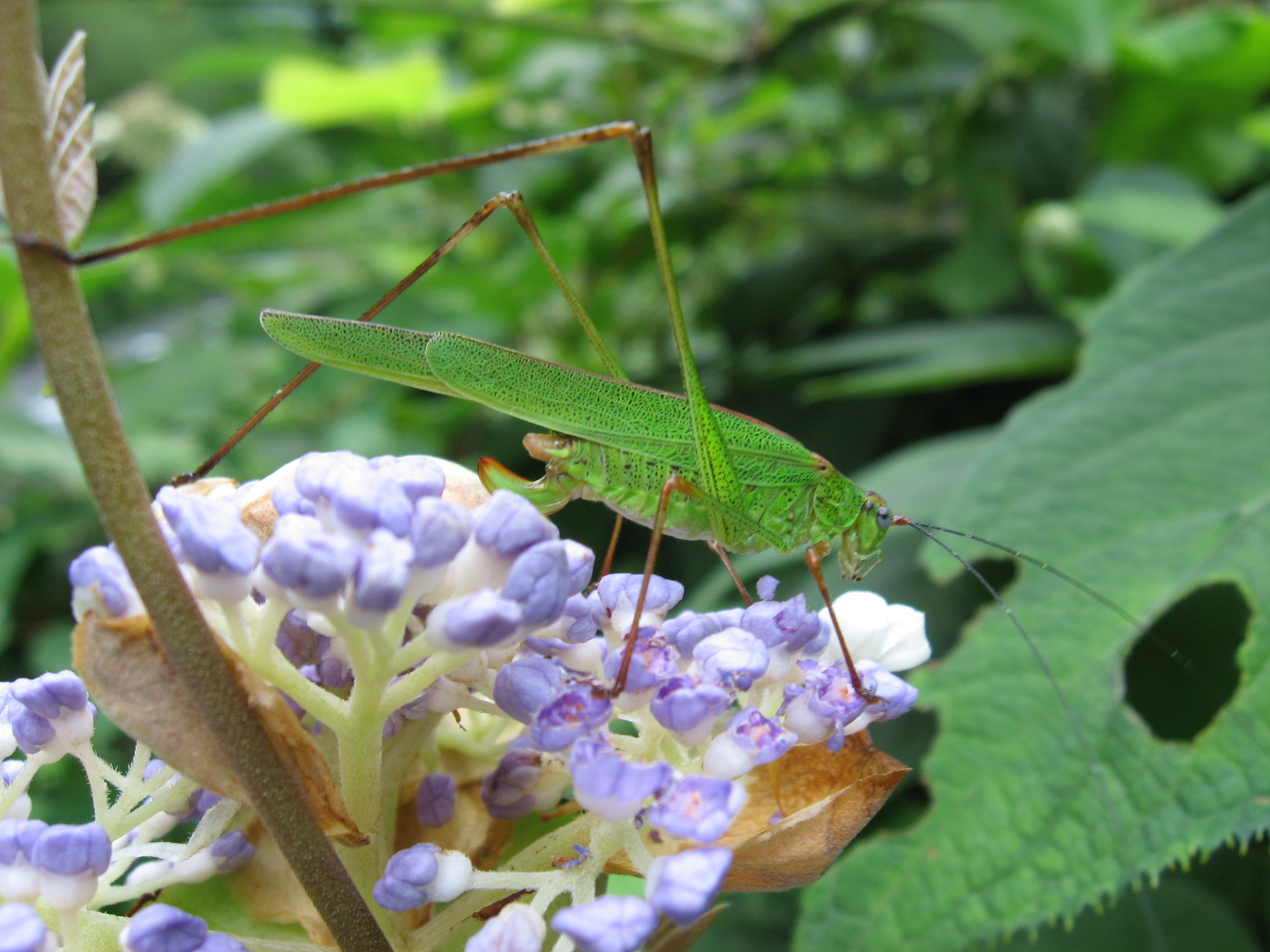